# Yuliya Gushchina
Yuliya Aleksandrovna Gushchina (russo:Ю́лия Александровна Гу́щина; Novocherkassk, 4 de março de 1983) é uma velocista russa.
Gushchina fez parte da equipe do revezamento 4x100 m feminino da Rússia em Pequim 2008, conquistando a medalha de ouro junto com suas três compatriotas, Aleksandra Fedoriva, Yuliya Chermoshanskaya e Yevgenia Polyakova. Em sua eliminatória, a equipe russa ficou em segundo lugar, depois da Jamaica, numa bateria fortíssima em que seu tempo também foi o segundo na soma geral das dezesseis equipes. Na final, a equipe ganhou o ouro em 42s31 à frente da Nigéria e da Bélgica, depois que a equipe jamaicana foi desclassificada por deixar cair o bastão durante a prova. Porém, em 16 de agosto de 2016 o Comitê Olímpico Internacional desclassificou a equipe russa devido ao doping de Chermoshanskaya por uso de estanozolol e turinabol.
Especialista nos 200 metros, a distância intermediária, ela também integrou a equipe do revezamento 4x400 m que conquistou a medalha de prata, que posteriormente também foi retirada pelo COI.
Competindo individualmente nos 200 m no Campeonato Mundial de Atletismo de 2009, em Berlim, Gushchina avançou apenas até as semifinais. O revezamento russo campeão olímpico, do qual ela também participou no Mundial, ficou apenas em quarto lugar.
Em Londres 2012 ela integrou o 4x400 m que conquistou a medalha de prata, atrás da equipe dos Estados Unidos. No entanto foi novamente desclassificada, assim como ocorrera em Pequim, dessa vez devido ao doping da sua companheira Antonina Krivoshapka por uso de turinabol. Em outubro de 2017 a própria Gushchina foi desclassificada dos Jogos após a reanálise de seu exame antidoping acusar o uso das substância proibidas turinabol e estanozolol.
Em Moscou 2013, disputando o Campeonato Mundial em casa, conquistou a medalha de ouro integrando o revezamento 4x400 m russo.